# Shaqe Çoba
Shaqe Çoba (nascuda Shaqe Shiroka, coneguda també com a Marie Çoba) (Shkodër, 1875 - 1954) va ser una feminista i sufragista albanesa que va ser activa a principis del segle xx. Va fundar Gruaja Shqiptare ("La dona albanesa"), una associació de dones de classe alta que va publicar breument una revista amb el mateix nom que tractava temes de dones.

## Vida
Shaqe Çoba va néixer el 1875 a Shkodër, que aleshores formava part del Sanjaq de Scutari de l'Imperi Otomà. Va ser una dels tres filles de Zef Siroka (dues noies i un noi). La seva família era una de les més importants de la ciutat i, per tant, va poder rebre una bona educació. Va estudiar en una escola catòlica de Zagreb (Croàcia), aleshores part de l'Imperi Austrohongarès, on va aprendre, entre altres coses, alemany, italià i serbocroat.
El 1904, a Venècia (Itàlia), va conèixer al seu futur marit, Ndoc Çoba, descendent d'una important família de Shkodër, amb qui va tenir un fill. Durant els anys següents, gràcies a l'estímul de l'entorn familiar del seu marit, Çoba va participar activament en els processos del moviment nacional albanès de l'època. Va morir el 1954.

## Obra
El 3 d'agost de 1920, Shaqe Çoba va fundar i dirigir Gruaja Shqiptare ("La dona albanesa"), una associació dones de classe alta de Shkodër per ajudar a recolzar l'exèrcit nacional albanès que defensava la frontera contra les incursions iugoslaves al nord d'Albània. Amb aquesta finalitat, les membres de l'associació van recaptar diners, roba i altres productes que després van ser distribuïts als soldats, famílies dels caiguts, ferits als hospitals, etc. Donaven a conèixer el nom dels donants i les quantitats donades per animar a fer més donacions.
Després de la fi de les hostilitats, Çoba i l'associació es van concentrar a promoure l'emancipació de les dones albaneses. Amb aquesta finalitat, van plantejar diversos temes com la posició de la dona en la família i la societat, la necessitat de millorar el seu nivell educatiu, l'existència de costums i percepcions regressives (com la reclusió de les nenes quan arribaven a la pubertat). Amb aquest propòsit, Çoba va començar a publicar una revista d'àmbit nacional el 1921, on va publicar molts articles sobre els «drets i deures» de les dones albaneses, però va tancar al cap d'un any per problemes financers.
El novembre de 1937, arran de les seves accions, es va celebrar una reunió a Tirana, coordinant totes les associacions de dones albaneses del país.

## Commemoracions
En el 90è aniversari de la independència albanesa, el novembre del 2002, el president de la República d'Albania, Alfred Moisiu, va concedir pòstumament a Çoba l'Orde Naim Frashëri per la seva participació al moviment independentista de la dècada del 1920 com a «lluitadora contra la divisió d'Albània i per l'emancipació de la dona albanesa».